# Marie Rose Dibong Biyong
 (janvier 2023).
Marie Rose Dibong Biyong, née le 20 mars 1950 à Libamba, est une informaticienne[réf. nécessaire], femme politique et auteure[réf. nécessaire] camerounaise.

## Biographie

### Enfance et débuts
Marie Rose Dibong née Ngo Biyong est née le 20 mars 1950 à Libamba, arrondissement de Makak, département du Nyong-et-Kéllé, dans la région du Centre au Cameroun. Elle est la fille est la fille du révérend-pasteur de l'église presbytérienne du Cameroun (EPC) André Philippe Biyong de Minka, dans l'arrondissement de Makak[réf. nécessaire].
Elle obtient en 1975 une maîtrise en Informatique et Gestion des Entreprises (E.M.I.A.G.E) à l’à l’université de Paris 9e Dauphine en France.
Marie Rose Dibong est mariée et mère de 4 enfants[réf. nécessaire].

### Carrière
En 1978, elle entre dans la fonction publique en tant qu’ingénieure au sein du secrétariat général de la présidence de la république au département de l'informatique.
En 1991, elle est responsable du développement de l’Informatique au CENADI, ministère des Finances. Après des années passées dans la gestion des projets informatiques dans plusieurs services du gouvernement, elle sera tour à tour chef de projet, puis chef de service méthodologie.
En février 2001, elle est nommée Conseiller technique au sein ministère de l’Urbanisme et de l’Habitat[réf. nécessaire].
D'avril 2001 à mars 2012, elle est directrice générale adjointe (DGA) du Crédit foncier du Cameroun,.
Le 09 décembre 2011, Marie Rose Dibong entre au gouvernement par décret présidentiel au poste de secrétaire d'État auprès du ministère de l’Habitat et du Développement Urbain, chargée de l’Habitat'[Jusqu'à quand ?].
Elle occupe la fonction de secrétaire d’État auprès du ministre de l'habitat et du développement urbain dans le gouvernement de Joseph Dion Ngute depuis le 4 janvier 2019.
Elle est vice-présidente du conseil d'administration de Shelter Afrique depuis juin 2020,.
Elle est membre de l'UNDP et décide de rester au gouvernement après l'annonce de la candidature de Bello Bouba Maigari à l'Élection présidentielle camerounaise de 2025.